# Vanadium natif
Le vanadium natif est la forme minérale du métal vanadium. Ce minéral extrêmement rare a été identifié parmi les fumerolles du volcan Colima. Les fumerolles du Colima sont connus pour être riches en vanadium, déposant d'autres minéraux contenant du vanadium dont de la shcherbinaïte (V2O5) et de la colimaïte (K3VS4),,.